# Oda Krohg
Pour les articles homonymes, voir Krohg.
Oda Krohg, née Othilia Pauline Christine Lasson le 11 juin 1860 à Åsgårdstrand et morte le 19 octobre 1935 à Oslo, est une artiste-peintre norvégienne.

## Biographie
Après avoir divorcé d'un homme d'affaires avec qui elle a eu deux premiers enfants, elle épouse le peintre Christian Krohg, qui a été un de ses professeurs en art. Oda Krohg a une prédilection pour le portrait et le paysage.
De mœurs très libres après un premier mariage catastrophique, et suscitant alors le scandale dans le monde bourgeois, elle est l'un des personnages de la Bohème de Christiania et de la bohème norvégienne expatriée à Berlin, Skagen et Paris. Elle est connue pour avoir été la maîtresse de Hans Jaeger, Jappe Nilssen, Gunnar Heiberg... 
Elle a été l'amie du peintre français Matisse. C'est sans doute son mari, revenu avec elle en 1909, en Norvège, qui a permis à ce dernier d'obtenir la décoration des murs de l'école navale et du grand café d'Oslo.
Elle est la mère de Nana Krohg et de Per Krohg, peintre et fresquiste.
Son tableau le plus célèbre, « Ved Kristianiafjorden (Japansk lykt) », soit littéralement Fjord d'Oslo (lanterne japonaise), connu des Norvégiens, est conservé à la Nasjional Galleriet d'Oslo.

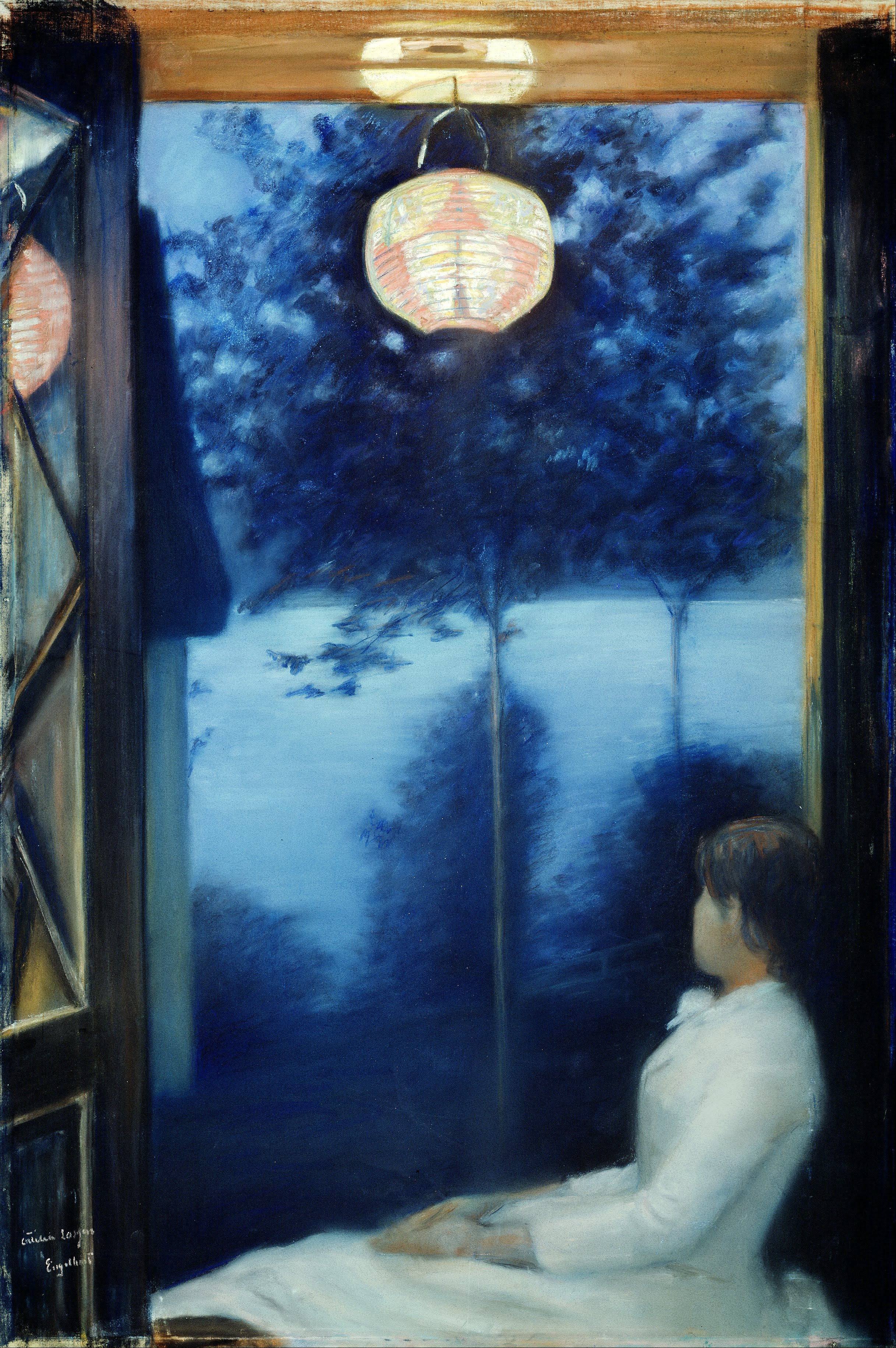
Tableau d'Oda Krohg intitulé « Ved Kristianiafjorden (Japansk lykt) »

## Postérité
En 1978, l'artiste Ketil Bjørnstad publie une œuvre musicale intitulée « Leve Patagonia », avec Oda Krohg comme l'un des personnages principaux. L'opus le plus populaire en Suède, « Sommernatt ved fjorden » (Nuit d'été sur le fjord), décrit le regard que porte la sœur d'Oda Krohg depuis la fenêtre de leur maison de vacances sur Hans Jæger et Oda Krohg assis dans une barque et naviguant dans un fjord lors d'une nuit d'été. Cette chanson a été depuis reprise par de nombreux interprètes.